# Best Of - Volume I
| Recensione | Giudizio |
| ---------- | -------- |
| AllMusic   |          |

Best Of Volume I è la prima raccolta del gruppo musicale statunitense Van Halen, pubblicata il 22 ottobre 1996 dalla Warner Bros. Records.

## Il disco
L'album racchiude 17 tracce: le prime quattordici sono estratte dai primi dieci album in studio della band (escluso Diver Down), la quindicesima Humans Being è una canzone che la band ha scritto per il film Twister, e le ultime due sono tracce inedite registrate con David Lee Roth alla voce: Can't Get This Stuff No More e Me Wise Magic.
In allegato al disco c'è un fascicolo con tutte le copertine e le tracce degli album registrati fino al 1995.

## Tracce
A destra sono indicati album di provenienza e data di pubblicazione.
1. Eruption – 1:42 (David Lee Roth, Eddie van Halen, Alex van Halen, Michael Anthony) – Van Halen, 1978
2. Ain't Talkin' 'bout Love – 3:47 (Roth, E. van Halen, A. van Halen, Anthony) – Van Halen
3. Runnin' with the Devil – 3:32 (Roth, E. van Halen, A. van Halen, Anthony) – Van Halen
4. Dance the Night Away – 3:04 (Roth, E. van Halen, A. van Halen, Anthony) – Van Halen II, 1979
5. And the Cradle Will Rock... – 3:31 (Roth, E. van Halen, A. van Halen, Anthony) – Women and Children First, 1980
6. Unchained – 3:27 (Roth, E. van Halen, A. van Halen, Anthony) – Fair Warning, 1981
7. Jump – 4:04 (Roth, E. van Halen, A. van Halen, Anthony) – 1984, 1984
8. Panama – 3:31 (Roth, E. van Halen, A. van Halen, Anthony) – 1984
9. Why Can't This Be Love – 3:45 (Sammy Hagar, E. van Halen, A. van Halen, Anthony) – 5150, 1986
10. Dreams – 4:54 (Hagar, E. van Halen, A. van Halen, Anthony) – 5150
11. When It's Love – 5:36 (Hagar, E. van Halen, A. van Halen, Anthony) – OU812, 1988
12. Poundcake – 5:22 (Hagar, E. van Halen, A. van Halen, Anthony) – For Unlawful Carnal Knowledge, 1991
13. Right Now – 5:21 (Hagar, E. van Halen, A. van Halen, Anthony) – For Unlawful Carnal Knowledge
14. Can't Stop Lovin' You – 4:08 (Hagar, E. van Halen, A. van Halen, Anthony) – Balance, 1995
15. Humans Being – 5:14 (Hagar, E. van Halen, A. van Halen, Anthony) – Twister Soundtrack, 1996
16. Can't Get This Stuff No More – 5:16 (Roth, E. van Halen, A. van Halen, Anthony) – Inedito, 1996
17. Me Wise Magic – 6:09 (Roth, E. van Halen, A. van Halen, Anthony) – Inedito, 1996

## Formazione
- David Lee Roth – voce (tracce 1-8, 16 e 17)
- Sammy Hagar – voce (tracce 9-15)
- Eddie van Halen – chitarra, tastiere, cori
- Michael Anthony – basso, cori
- Alex van Halen – batteria, percussioni

## Classifiche
| Classifica (1996) | Posizione massima |
| ----------------- | ----------------- |
| Australia         | 11                |
| Austria           | 16                |
| Canada            | 1                 |
| Finlandia         | 3                 |
| Germania          | 7                 |
| Giappone          | 2                 |
| Norvegia          | 36                |
| Nuova Zelanda     | 2                 |
| Paesi Bassi       | 12                |
| Regno Unito       | 45                |
| Stati Uniti       | 1                 |
| Svezia            | 19                |
| Svizzera          | 26                |